# Viktoria Orsi Toth

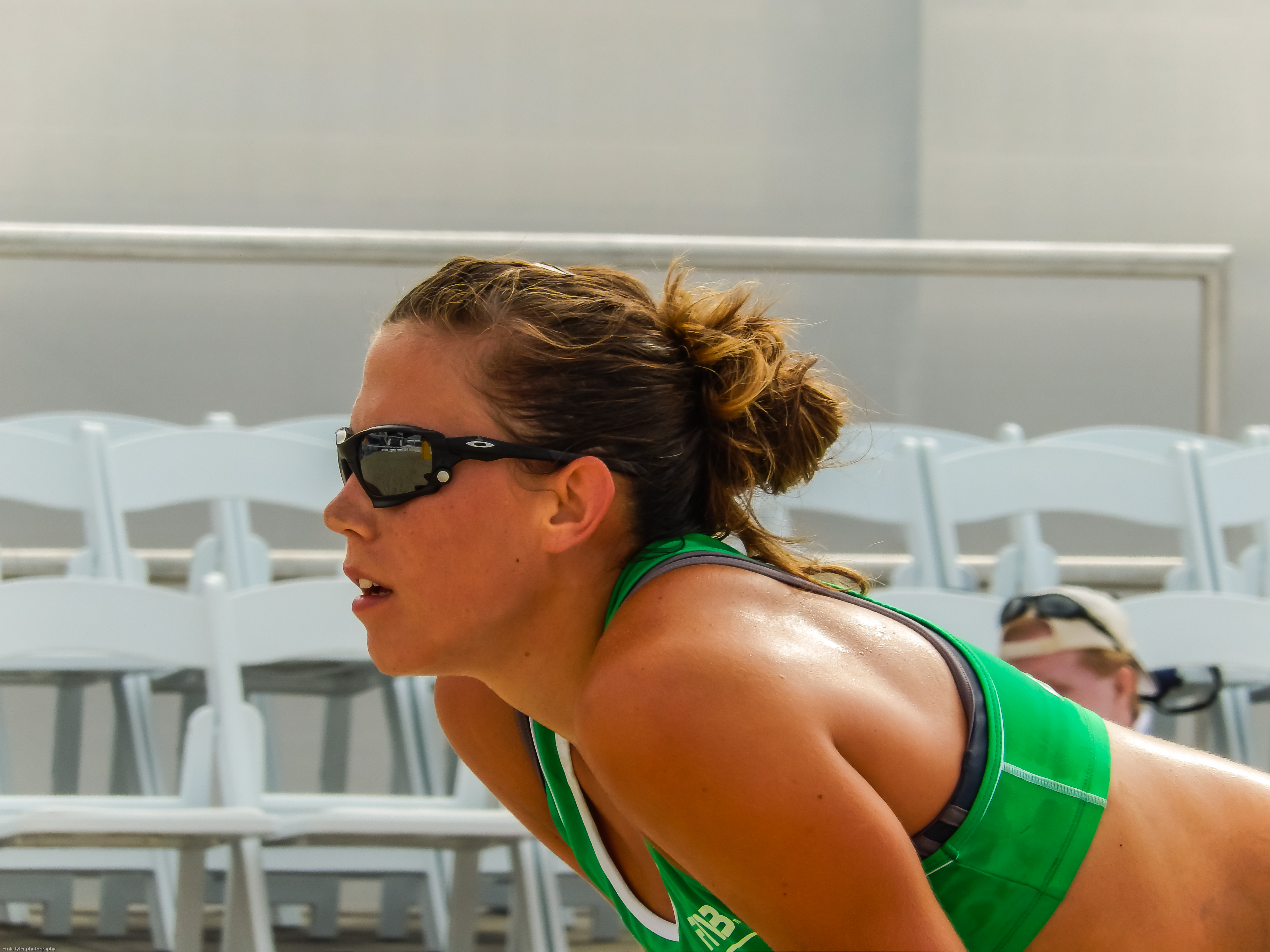
Viktoria Orsi Toth en el Long Beach Grand Slam (2013)

Viktoria Orsi Toth (Hungría, 14 de agosto de 1990) es una voleibolista italiana. Ella jugara en el Circuito Mundial de Voleibol de Playa donde ganó dos medallas de oro, tres de plata y dos de bronce.